# نجاعة ذاتية

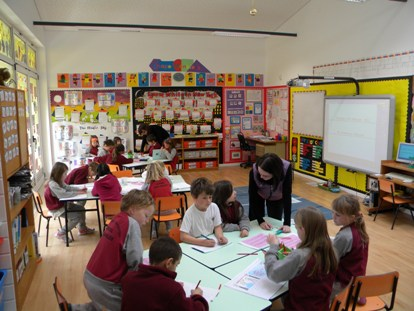
IPS - عرض الفصل الدراسي

في علم النفس، الكفاءة الذاتية (أو النجاعة الذاتية)، هي إيمان الفرد بقدرته على التصرف بالطرق الضرورية للوصول إلى أهداف محددة. اقترح هذا المفهوم في الأصل من قِبَل عالم النفس ألبرت باندورا.
تؤثر الكفاءة الذاتية على كل مجالات النشاط البشري. من خلال تحديد المعتقدات التي يحملها الشخص فيما يتعلق بقدرته على التأثير في المواقف، تؤثر الكفاءة الذاتية بقوة على المهارات التي يتمتع بها الشخص فعليًا لمواجهة التحديات بكفاءة والخيارات التي من المرجح أن يتخذها الشخص. يكون هذا التأثير واضحًا ومقنعًا بشكل خاص في مجالات مثل الصحة، والتعليم،، والزراعة، حيث تلعب سلوكيات الاستثمار دورًا محوريًا.
إن الشعور القوي بالكفاءة الذاتية يعزز الإنجاز البشري والرفاهية الشخصية. ينظر الشخص ذو الكفاءة الذاتية العالية إلى التحديات على أنها أشياء من المفترض أن يتقنها وليس تهديدات يجب تجنبها. هؤلاء الأشخاص قادرون على التعافي من الفشل بشكل أسرع ويعزون الفشل إلى قلة الجهد. وهم يتعاملون مع المواقف التهديدية معتقدين أنهم قادرون على السيطرة عليها. ترتبط هذه السمات بانخفاض مستويات التوتر وانخفاض التعرض للاكتئاب.
في المقابل، فإن الأشخاص الذين لديهم إحساس منخفض بالكفاءة الذاتية ينظرون إلى المهام الصعبة على أنها تهديدات شخصية ويخجلون منها. وتقودهم المهام الصعبة إلى النظر إلى المهارات التي يفتقرون إليها بدلاً من المهارات التي يمتلكونها. ومن السهل عليهم أن يفقدوا الثقة في قدراتهم بعد الفشل. يمكن ربط انخفاض الكفاءة الذاتية بمستويات أعلى من التوتر والاكتئاب.

## النظريات التصنيفية

### النظرية العقلية الاجتماعية
عرف عالم النفس ألبرت باندورا النجاعة الذاتية بأنها مدى إيمان الشخص بقدرته على النجاح في مواقف معينة أو إنجاز مهمة ما. وبالتالي حس الشخص بنجاعته الذاتية يلعب دور رئيسي في كيفية إنجاز الأهداف، المهام، والتحديات. النظرية العقلية الاجتماعية تركز على دور التعلم بالمشاهدة والخبرة الإجمتاعية في كيفية تطور الشخصية. الفكرة الرئيسية لهذه النظرية أن أفعال وردة أفعال الشخص بما يشمل سلوكه الاجتماعي وتفكيره في أغلب المواقف، مرتبط بما شاهده ورآه الشخص في تصرفات الأخرين. بما أن النجاعة الذاتية ناتجه من خبرات خارجية وكيفية تقييم الشخص لنفسه ومدى أهميتها في نتائج عدة أحداث، فهي جانب مهم من النظرية العقلية الاجتماعية. النجاعة الذاتية تمثل كيفية إدراك الشخص لنفسه بناء على عوامل اجتماعية خارجية. طبقا لباندورا، الأشخاص ذو نجاعة ذاتية عالية (أي ينظرون بأنهم قادرون على الإنجاز بنجاح) ينظرون إلى المهام الصعبة بأنها شيء يتعلم بمرور الزمن وينجز وليس شيء ليتجنب.